# 珪石
珪石（けいせき、英: silica stone）は、ケイ酸質の鉱物や岩石を資源として扱うときの鉱石名。鉱物としては石英、岩石としてはチャート、珪質砂岩、珪岩、石英片岩（珪質片岩）などがある。外観は白っぽいものが多い。

## 用途
- セメント : 大量の石灰石と粘土に少量の珪石と鉄滓をそれぞれ細かく粉砕し、混合した後、焼成すると、セメントクリンカーを得る。これを少量の石膏と混ぜて粉砕することでセメントができあがる。
- シリカ : 二酸化ケイ素
  - シリカゲル : 水酸化ナトリウムと反応させてケイ酸ナトリウムをつくり、これに塩酸を加えて溶解加熱すると出来る。
- ケイ素鋼 : 少量のケイ素を鋼鉄に混ぜると、磁気透過性が改善される。
- ガラスや陶芸の原料として用いられる。
- 還元された単体の高純度シリコンが、半導体の原料として使用される。

## 産地
かつては日本各地で採取されていた。火成岩には高純度の珪石が含まれることが多く、硫黄島や伽藍岳などで採掘されていたが、輸入鉱石に価格面で太刀打ちできず多くの鉱山が閉山している。愛知県瀬戸市や静岡県西伊豆町が産地として有名である。西伊豆町での採掘は1938年から2008年まで続けられ、最盛期には日本国内の板ガラス原料の90%を産していた（伊豆珪石鉱山）。

### 日本国内の自給率
資源統計によると、2019年現在、日本国内の生産量は9,184,591t、消費量は9,262,656tであり、約99%を自給により賄っている。